# 米老鼠俱樂部
《米老鼠俱乐部》（英語：The Mickey Mouse Club）是一个在1955年到1996年持续播放的美国综艺电视节目。华特迪士尼先生创作，华特迪士尼公司生产。1955年到1959年美国广播公司首次播放。虽然绝大多数的青年配音员在变化，但是常驻嘉宾却没有改变。1958-1959年的美国广播公司会在每个工作日下午重播，安排在美国的Bandstand节目之后。美国广播公司重播最初的1955年到1959年的节目。1977年-1979年，美国广播公司进行第一次首播联卖，1989年到1996年迪士尼频道进行独家重播。 

## 在节目播出前
以前的电视连续剧建立在米奇老鼠俱乐部的基础之上。1930年1月4日中午12时在加利福利亚州的海洋公园福克斯穹顶电影院首映，3月31日60家电影院组成的协会在3月31日上映。1930年4月，协会发布出第一期《米老鼠俱乐部》官方公报。1932年，协会拥有1百万会员，而且1930年，协会下属的第一个英国人俱乐部在达灵顿骑楼影院开业。1935年，迪士尼开始淘汰一些俱乐部。